# Nolato
Nolato er en svensk plastvareproducent. De producerer varer i polymermaterialer som plastik, silikone og TPE. Nolato blev grundlagt i 1938 som Nordiska Latexfabriken i Torekov AB, de har fortsat hovedkontor i Torekov. 